# Ladd McConkey
Andrew Ladd McConkey (geboren am 11. November 2001 in Georgia) ist ein US-amerikanischer American-Football-Spieler auf der Position des Wide Receivers. Er spielte College Football für die University of Georgia, mit der er zweimal das College Football Playoff National Championship Game gewann. Im NFL Draft 2024 wurde McConkey in der zweiten Runde von den Los Angeles Chargers ausgewählt.

## Frühe Jahre und College
McConkey besuchte die North Murray High School in Chatsworth, Georgia, wo er Football auf verschiedenen Positionen, darunter Quarterback, Wide Receiver, Defensive Back und Punter, spielte. Ab 2020 ging er auf die University of Georgia, um College Football für die Georgia Bulldogs zu spielen. Dort absolvierte McConkey zunächst ein Redshirtjahr. In der Saison 2021 war er in sieben von fünfzehn Spielen Starter und fing 31 Pässe für 447 Yards und fünf Touchdowns, dabei war er Teil des Teams, dass das College Football Playoff National Championship Game, das Spiel um die nationale College-Football-Meisterschaft, gewann. In den  folgenden beiden Jahren war McConkey Stammspieler bei den Bulldogs. Seine statistisch beste Saison spielte er 2022 mit 58 Catches für 762 Yards und zwei Touchdowns. Er zog mit Georgia erneut ins Spiel um die nationale Meisterschaft ein. Beim 65:7-Sieg gegen die TCU Horned Frogs fünf Pässe für 88 Yards und zwei Touchdowns, zudem verzeichnete er einen Lauf für 14 Yards. In der Saison 2023 verpasste er verletzungsbedingt fünf Spiele und kam lediglich auf 30 gefangene Pässe sowie 478 Yards Raumgewinn und zwei Touchdowns. Nach der Saison 2023 gab McConkey seinen Verzicht auf ein mögliches weiteres Jahr am College und damit seine Anmeldung für den kommenden NFL Draft bekannt.

## NFL
Im NFL Draft 2024 wurde McConkey in der zweiten Runde an insgesamt 34. Stelle von den Los Angeles Chargers ausgewählt. Dort sollte er die Lücke schließen, die auf der Wide-Receiver-Position infolge der Abgänge der langjährigen Starter Keenan Allen und Mike Williams entstanden war. Mit 82 gefangenen Pässen für 1149 Yards war der vorwiegend als Slot-Receiver eingesetzte McConkey als Rookie nicht nur Nummer-1-Receiver der Chargers, sondern auch nach Yards einer der zehn besten Wide Receiver der Saison. Er stellte neue Bestwerte für die meisten gefangenen Pässe und Yards eines Rookies bei den Chargers auf (zuvor Keenan Allen mit 71 gefangenen Pässen für 1046 Yards in der Saison 2013).

## NFL-Statistiken
| 2024                               | LAC   | 16 | 14 | 82 | 1149 | 14,0 | 60 | 7 | 2 | 0 |
| Total                              | Total | 16 | 14 | 82 | 1149 | 14,0 | 60 | 7 | 2 | 0 |
| Quelle: pro-football-reference.com |       |    |    |    |      |      |    |   |   |   |